# Bierzo

Bierzo i nordvästra Spanien

Bierzo är ett vinområde som ligger i Castilla y Leon i nordvästra Spanien. Distriktet har på kort tid seglat upp som ett av de hetaste vindistrikten i Spanien, tillsammans med Priorat. Distriktet blev DO så sent som 1991. Bierzo är ett bergigt område som lämpar sig väldigt bra för vinodling. Distriktet har fått sitt namn efter den romerska staden Bergium, vilket betyder just bergigt område.
Bierzo är främst känt för sina röda viner som anses mycket kraftfulla och mörka, men ändå med en nyansrikedom som gör dem väldigt intressanta. 
Den absolut vanligaste druvan i området är den blå druvan Mencia som praktiskt taget inte odlas någon annanstans i Spanien. Garnacha Tintorera och Prieto Picudo är också blåa druvsorter som förekommer för vinodling. Bland de gröna druvorna kan Godello, Dona Blanca och Malvasia nämnas.

## Kända producenter
- Descendientes de J. Palacios - med bland andra Alvaro Palacios som är känd från Priorat.
- Bodegas Estefania
- Dominio de Tares
- Paixar